# Die Zwölf vom Dachboden
Die Zwölf vom Dachboden (englischer Originaltitel The Twelve and the Genii) ist ein Kinderbuch der britischen Schriftstellerin Pauline Clarke, das im Jahr 1962 beim Verlag Faber & Faber veröffentlicht wurde. Die deutsche Erstausgabe in einer Übersetzung von Sybil Gräfin Schönfeldt erschien 1967 beim Dressler Verlag.

## Inhalt
Der achtjährige Oliver, dessen Familie gerade in ein altes Bauernhaus gezogen ist, entdeckt auf dem Dachboden unter einem losen Brett einige alte Spielzeugsoldaten. Überrascht und zugleich erfreut stellt er fest, dass diese lebendig werden können. Die magischen Holzsoldaten, die Die Zwölf beziehungsweise die Jungen Männer genannt werden, haben unterschiedliche Persönlichkeiten: Sie sind mutig, intelligent und sehr unternehmungslustig. Die kleinen Figuren betrachten Oliver als einen Dschinn, der ihnen bei ihren Unternehmungen hilft und sie beschützt. Als Olivers ältere Schwester Jane sein Geheimnis entdeckt, begeistert auch sie sich ebenso leidenschaftlich für die Soldaten wie ihr Bruder.
In der Lokalzeitung wird ein Leserbrief eines amerikanischen Professors über Holzsoldaten veröffentlicht, die einst den Brontë-Geschwistern gehörten und diese bereits in ihrer Jugend zu unzähligen Geschichten inspirierten. Der Professor bietet demjenigen, der die Spielzeugsoldaten aufspürt, eine beträchtliche Belohnung als Finderlohn. Olivers älterer Bruder Philip ist sich sicher, dass es sich bei den von Oliver gefundenen Soldaten um die Brontë-Soldaten handelt und schreibt dem Professor. Doch er bereut den Schritt zutiefst, nachdem auch er dem Geheimnis hinter den Jungen Männern auf die Spur gekommen ist.
Als die Soldaten erfahren, dass sie in Gefahr sind, nach Amerika gebracht zu werden, verschwinden sie eines Nachts spurlos vom Dachboden. Die Kinder sind verzweifelt und machen sich auf die Suche nach ihren geliebten Spielgefährten. Letztlich gelingt es ihnen, diese wiederzufinden und sie erfahren, dass die Soldaten beschlossen haben, in ihr ursprüngliches Haus in Haworth zurückzukehren. Dieses ist mittlerweile ein Museum, das den Brontës gewidmet ist.
Bei ihrem abenteuerlichen Marsch nach Haworth müssen die Soldaten mit Einfallsreichtum und Mut Gefahren wie geldgierige Ortsansässige oder Raubtiere überwinden. Schließlich erreichen sie unter dem Schutz der drei Kinder und der Hilfe des örtlichen Pfarrers Mister Shaffer das Museum, wo sie wieder zu hölzernen Spielfiguren werden – und nur noch gelegentlich zum Leben erwachen.

## Rezeption
Kate Agnew schreibt in ihrer Buchrezension: „Lesern von heute mögen die Freiheit, die Oliver genießt, und einige Details des sozialen Umgangs veraltet vorkommen, aber die zentralen Themen und die spannende Geschichte garantieren zeitloses Lesevergnügen.“ In der Begründung für die Auszeichnung mit dem Deutschen Jugendliteraturpreis heißt es: „Die Erzählung von hohem künstlerischen Reiz besitzt Witz und Fülle. In dichterisch einfühlsamer Sprache vollzieht sich darin der kaum merkliche Übergang von der realen Welt des Hauses und der Familie in eine irreale, fantastische. Sie entfaltet sich im kindlichen Spiel, in das die Erwachsenen mit hineingezogen werden. Das Buch ist still und spannend zugleich und statuiert lächelnd ein Exempel für die Macht der Fantasie.“ Sybil Gräfin Schönfeldt schreibt im Nachwort zu einer Ausgabe des Verlags Friedrich Oetinger: „In Die Zwölf vom Dachboden gehen Wirklichkeit und Zauber in der Geschichte von den verlassenen Holzsoldaten so nahtlos ineinander über, dass die Vergangenheit tatsächlich lebendig wird. Fantasie hilft den Kindern dieser Geschichte, ihre Umwelt besser kennenzulernen, Fantasie beschwingt noch ihren Mut und ihre Entschlossenheit und lässt sie mit den Gefahren fertig werden, die die lebendig gewordenen Holzsoldaten bedrohen.“

## Auszeichnungen
Die Zwölf vom Dachboden wurde 1962 mit einer Carnegie Medal, 1963 mit einem Lewis Caroll Shelf Award und 1968 mit dem Deutschen Jugendliteraturpreis ausgezeichnet.

## Referenzen
Die Zwölf vom Dachboden ist in dem literarischen Nachschlagewerk 1001 Kinder- und Jugendbücher – Lies uns, bevor Du erwachsen bist! für die Altersstufe 12+ Jahre enthalten.

## Ausgaben
- The Twelve and the Genii. Faber & Faber, London 1962 (englisch).
- The Return of the Twelves. Coward-McCann, USA 1964.
- Die Zwölf vom Dachboden. Dressler, Hamburg 1967.

## Adaptionen
Das Buch wurde 2006 vom Mitteldeutschen Rundfunk in einer Bearbeitung von Alexander Schnitzler und unter der Regie von Bernhard Jugel als Hörspiel u. a. mit Rolf Becker als Erzähler unter dem Titel Die zwölf vom Dachboden produziert und im selben Jahr vom Patmos Verlag auf CD veröffentlicht. Die Erstsendung fan am 24. Dezember 2006 beim Sender MDR FIGARO mit einer Abspieldauer von 53:29 Minuten statt.